# Топаєв Аркадій Кемерханович
Топаєв Аркадій Кемерханович (1 серпня 1971, с. Тумар, Карагандинська область, Казахська Радянська Соціалістична Республіка) — казахський боксер, переможець Кубку світу (1994), призер Азійських ігор, чемпіон Азії.

## Спортивна кар'єра
1992 року на чемпіонаті СНД з боксу Аркадій Топаєв зайняв друге місце в категорії до 71 кг і пізніше був обраний до Об'єднаної команди на Олімпійські ігри 1992. На Олімпіаді він програв в першому бою  майбутньому чемпіону Хуану Карлос Лемус (Куба) — 0-11.
1993 року на чемпіонаті світу програв в першому бою Альфредо Дуверхель (Куба) — 10-19.
Після цього Топаєв перейшов до середньої ваги і 1994 року став чемпіоном Азії, переможцем Кубку світу і срібним призером Азійських ігор. На Кубку світу він переміг зокрема в півфіналі Жана-Поля Менді (Франція) — 15-9, а в фіналі — Берта Шенк (Німеччина) — 16-10. На Азійських іграх програв лише Лі Син Бе (Південна Корея).
Топаєв готувався до виступів на другій Олімпіаді, але навесні 1995 року захворів на гепатит і був змушений припинити заняття боксом.
Пізніше перейшов на роботу дитячим тренером з боксу.